# Ханс Георг Демелт
Ханс Георг Демелт (на немски: Hans G. Dehmelt) е германски физик, носител на Нобелова награда за физика за 1989 г., за разработения заедно с Волфганг Паул йонен капан.

## Биография
Роден е на 9 септември 1922 г. в Гьорлиц, Германия. През 1940 г. постъпва в армията. Започва да следва физика през 1943 г., в Университета на Бреслау (днешен Вроцлав). След година се връща отново в армията и малко по-късно е пленен от американската армия по време на Арденската операция. Пуснат е от плен през 1946 г., след което продължава следването си в Гьотингенския университет. Там защитава и докторската си дисертация (1950), след което е поканен за специализация в Университета Дюк. Емигрира окончателно в САЩ през 1952 г.
През 1955 г. постъпва на работа в Вашингтонския университет в Сиатъл, където работи до пенсионирането си през 2002 г.